# Clearspace
Clearspace es una herramienta de colaboración de empresa 2.0 y gestión del conocimiento producida por Jive Software. Se caracteriza por la integración de foros, blogs, wikis, mensajería instantánea y voz sobre IP bajo una misma interfaz.
Los usuarios escriben documentos, blog, foros y el sistema promueve la colaboración de cada artículo permitiendo búsquedas, estableciendo la reputación de los usuarios con esquemas de recompensas por participar. También incluye RSS, integración con correo electrónico, perfiles del usuario, etc.
El producto es una aplicación web realizado en Java y funciona en cualquier plataforma donde JDK 1.5 o superior pueda ser instalada. Clearspace no requiere un servidor web dedicado.
En la versión 3.0, el producto cambia de nombre por JiveSBS e incorpora nuevas funcionalidades.

## Características
| Estructura - Organización jerárquica - Organizado por temas - Control de acceso a espacios - Vistas personalizables | Etiquetas - Etiquetas creadas por el usuario - Nube de etiquetas - Filtros por etiquetas |
| Tipos de contenido - Documentos - Blogs - Discusiones - Archivos - Automática relación de contenidos y sugerencias | Escritura - Experiencia consistente en blogs, documentos wiki y discusiones - Facilidad para incluir imágenes - Inclusión de videos de YouTube - Sistema de recompensa por contribuciones |
| Estilo de documentos wiki - Editor de texto con formato - Sintaxis wiki - Facilidad de visualización previa - Almacenamiento de borradores antes de la publicación - Comentarios - Historia de versiones por artículo - Comparación de cambios en las versiones - Adjuntar archivos - Incluir imágenes | Blogs - Editor de texto con formato - Sintaxis wiki - Facilidad de visualización previa - Blogs grupales e individuales - Control sobre el lugar de publicación - Publicación inmediata o programada - Creación de Blogs compatibles con las API de MetaWeblog, Movable Type y parte de Blogger - Adjuntar Archivos |
| Notificación - Fuentes RSS personalizadas - Notificación por correo electrónico personalizado - Suscripción a grupo de contenidos - Enviar contenido por correo electrónico | Discusiones - Editor de texto con formato - Sintaxis wiki - Facilidad de visualización previa - Flujo de preguntas / respuestas - Convertir a Documento - Adjuntar Archivos |
| Tiempo real - Ver presencias en línea dentro de Clearspace (requiere Openfire) | Usuarios - Directorio de usuarios - Búsqueda de usuarios basado en el contenido del perfil - Presencias en línea (requiere Openfire) - Perfiles flexibles - Perfiles no flexibles |
| Proyectos - Creación de proyectos por espacios - Administración de tareas personales - Administración de tareas por proyectos - Asignación - Alertas | Social - Amigos / Conexiones - Creación de grupos |

## Administración
Funcionalidad asociada en la administración de Clearspace
- Instalador para Windows (opcional)
- Instalación con asistente
- Consola de administración Web
- Soporte de múltiples bases de datos
- Administración con roles
- Control de acceso por roles
- Reportes
- Clustering
- Autenticación con sistemas externos como LDAP y Active Directory
- Permite la incorporación de [Plugin] adicionales
- Código fuente disponible
- Facilidad para cambiar la interfaz gráfica con el usuario
- Interface WebDAV
- Facilidades para importar documentos y blogs existentes

## Requerimientos
- Sistemas Operativos
  - Windows XP, Windows Vista o 2003
  - Linux, Solaris
  - Mac OS X (JDK 1.5)

- Servidores de aplicación
  - Apache Tomcat (5.5 o superior es recomendada)
  - Caucho Resin (3.0.23 o superior)
  - Jetty (5.1 o superior)
  - JBoss (4.0.0 o superior)
  - GlassFish (solo JDK 1.5)
  - BEA WebLogic (9.2 o superior)
  - IBM WebSphere (requiere WAS 6.1 con parche 11 o superior)
  - Oracle Application Server (OC4J 10.1.3.2.0 o superior)

- Bases de datos
  - MySQL (4.1 o superior es recomendada)
  - Oracle (10.2.0 o superior es recomendada)
  - Postgres (7.3 o superior es recomendada)
  - IBM DB2 (v7 o superior es recomendada)
  - SQL Server (2000 o superior es recomendada)
  - HSQLDB (usada como base de datos embebida para evaluar el producto)

- Entorno
  - Jive recomienda un servidor con al menos 1GB de RAM y un procesador de 1.5 GHz.
  - Clearspace se integra fácilmente con repositorios LDAP o Active Directory.
  - Para comunidades grandes Jive recomienda:
    - Un server con 2GB de RAM y 2 CPUs para los hilos de ejecución adicionales.
    - La aplicación y el servidor de base de datos en servidores separados.
    - En casos de gran carga se recomienda la instalación con Clustering.